# Culicoides africanus
Culicoides africanus är en tvåvingeart som beskrevs av Clastrier 1959. Culicoides africanus ingår i släktet Culicoides och familjen svidknott.
Artens utbredningsområde är Senegal. Inga underarter finns listade i Catalogue of Life.